# Den hemliga trädgården (film)
Den hemliga trädgården (engelska: The Secret Garden) är en amerikansk dramafilm från 1987 i regi av Alan Grint. Filmen är baserad på Frances Hodgson Burnetts roman Den hemliga trädgården från 1911. I huvudrollerna ses Gennie James, Barret Oliver, Jadrien Steele, Billie Whitelaw, Michael Hordern och Derek Jacobi.

## Handling
Filmen inleds med att den vuxna Mary (Irina Brook) återvänder till Misselthwaite Manor efter första världskriget, då hon har arbetat som sjuksköterska på ett sjukhus. Hon letar efter nyckeln till den hemliga trädgården, men hittar den inte, så hon sätter sig istället ner och minns tillbaka på sin barndom.
Den huvudsakliga berättelsen inleds i det koloniala Indien under 1800-talet, där den bortskämda och själviska engelska flickan Mary Lennox (Gennie James) bor. Under en middag där hennes föräldrar är värdar diskuteras det att en koleraepidemi har brutit ut i regionen. Följande morgon finner Mary sina föräldrar, överste Lennox med hustru, döende och dessutom är alla deras tjänare antingen döda eller så har de flytt. Efter att ha mist sina föräldrar skickas Mary Lennox tillbaka till England, till en vän till familjen vid namn Craven (Derek Jacobi), även om de aldrig tidigare har mötts.
Mary anländer till Misselthwaite Manor i Yorkshire. Medan hon anpassar sig till livet i England, träffar Mary pigan Martha (Cassie Stuart) som berättar historien om en hemlig sluten trädgård som låstes upp med en nyckel som blivit bortkastad, efter att den tidigare Mrs. Craven dog där. Mary distraherar sig från sin ensamhet och tristess genom att söka efter dörren till denna hemliga trädgård.

## Rollista i urval
- Gennie James – Mary Lennox
  - Irina Brook – Mary Lennox, som vuxen
- Barret Oliver – Dickon Sowerby
- Jadrien Steele – Colin Craven
  - Colin Firth – Colin Craven, som vuxen
- Billie Whitelaw – Mrs. Medlock
- Cassie Stuart – Martha Sowerby
- Michael Hordern – Ben Weatherstaff
- Derek Jacobi – Archibald Craven
- Lucy Gutteridge – Mrs. Lennox
- Julian Glover – överste McGraw
- Margaret Whiting – syster Boggs
- Philip Locke – Pitcher
- Karen Archer – Mrs. Crawford
- David Waller – doktor Craven